# Sclerophylacaceae
Sclerophylacaceae is een botanische naam, voor een familie van tweezaadlobbige planten. Een familie onder deze naam wordt vrij zelden erkend door systemen voor plantentaxonomie, maar wel door het Dahlgrensysteem en Revealsysteem. De familie zal bestaan uit alleen het geslacht Sclerophylax.
In de regel worden de betreffende planten ingedeeld in de familie Solanaceae.